# Valinova vila
Valinova vila stojí v Mělníce ve Vodárenské ulici čp. 210 a je památkově chráněná budova .

## Historie
Starosta města Mělníka v letech 1908–1919 a 1923–1925 JUDr. František Valina si dal postavit v roce 1910 u historického centra v těsném sousedství dochované pozdně gotické vodárenské věže rodinnou vilu. Architektem vily na urbanisticky zajímavém místě byl Bohumil Hypšman, který ve městě už předtím projektoval dvě vily.
Objekt je dvoukřídlá stavba s patrovou hlavní částí a odsazeným přízemním vstupním křídlem s terasou, tím vilu architekt odsunul od mohutné hmoty historické vodárenské věže. Průčelí je zdobeno geometrizovanými architektonickými prvky (odstupňovaná římsa, hladká meziokenní římsa, zaoblený půlkruhově sklenutý vstupní portál), v patře jsou trojboká arkýřová okna. Polygonální vikýře prolamují střechu.

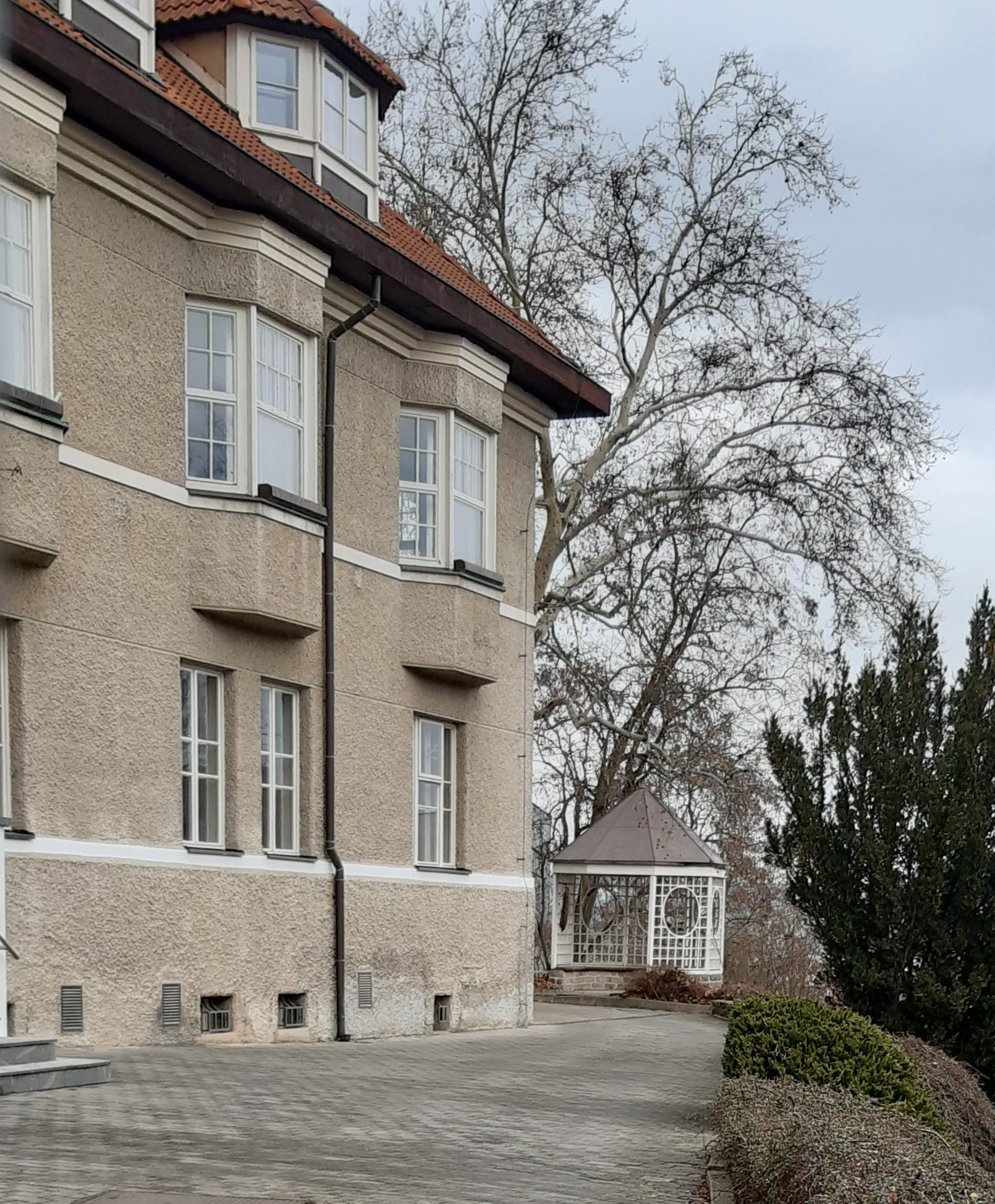
Zahradní altán u Valinovy vily

Zahradní průčelí se otevírá sloupovou lodžií s půlkruhově ukončenými nárožími. Válcové sloupy byly kanelované, po přestavbě jsou v přízemí břízolitové.
Ve druhé polovině 20. století byla vila stavebně upravena, při úpravě bylo přízemní křídlo zvýšeno a válcové ozdobné kanelované sloupy byly v přízemí změněny na břízolitové.  V zahradě vily je malý polygonální altán. Dnes[kdy?] dům využívá Okresní státní zastupitelství v Mělníku.

## Památková hodnota
Předmětem ochrany je vila s altánem a vymezený pozemek včetně oplocení.